# Kule Palmstierna
Kule Edvard Erik Palmstierna, född 8 juni 1900 i Karlskrona amiralitetsförsamling, Blekinge län, död 9 oktober 1983 i Gävle Heliga Trefaldighets församling, Gävleborgs län, var en svensk friherre och läkare. 

## Biografi
Kule Palmstierna blev medicine licentiat vid Karolinska institutet i Stockholm 1934, var tillförordnad överläkare vid kvinnoavdelningen på  Linköpings och Norrköpings lasarett 1944, Södra barnbördshuset olika perioder 1944–1946, länslasarettet i Sundsvall 1946–1948, överläkare vid kvinnokliniken på Gävle lasarett 1948–1966 samt praktiserande läkare från 1966. Han var hedersledamot av Stockholms akademiska orkesterförening och Gästrike läkarförening. Han författade skrifter i obstetrik och gynekologi, kirurgi, radiologi och medicin samt artiklar i dagspress (signaturen Px.).

### Familj
Kule Palmstierna var son till Erik Palmstierna och Ebba Carlheim-Gyllensköld samt sonsons son till Otto Palmstierna. 
Palmstierna gifte sig 1 maj 1924 i Tyska kyrkan, Stockholm med läkaren Vera Herzog (1901–1949), dotter till direktören Allan Herzog och Hilda Sandersson. De fick tillsammans barnen kemisten Hans Palmstierna (1926–1975) och scenografen Gunilla Palmstierna-Weiss (1928–2022). Han gifte sig andra gången med Ulla Stephanie Palmstierna (1907–1983), dotter till kaptenen Carl Fredrik Pribbert Bogislav von Platen och Märta Louise Ulrika König. Palmstierna gifte sig tredje gången 1942 med skolpsykiatern Gunnel Alfvén (1915–2007), dotter till läkaren Andrew Alfvén och Gurli Fernström.